# Пауэлл, Уильям Генри

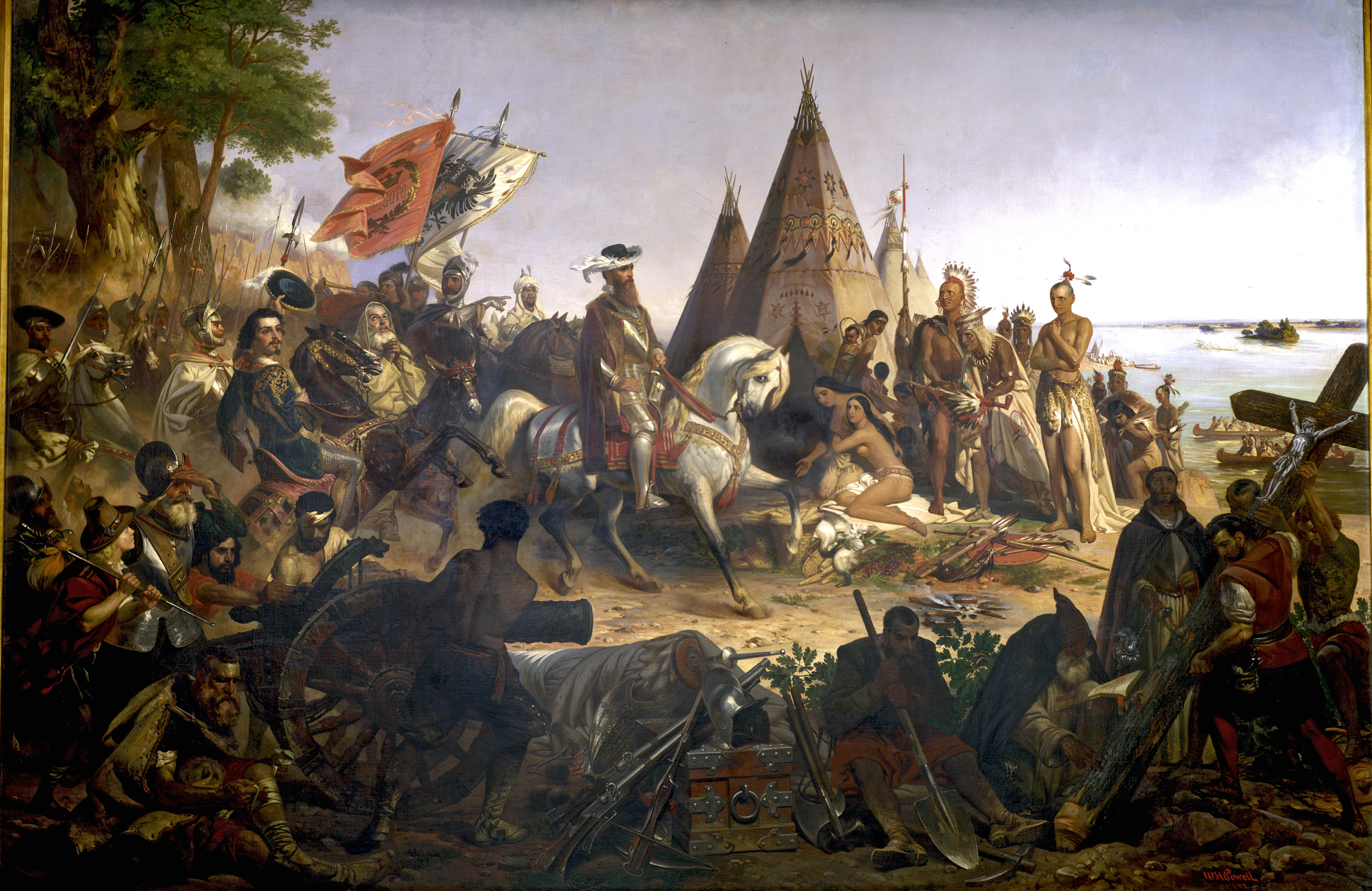
«Открытие реки Миссисипи»

Уильям Генри Пауэлл (англ. William Henry Powell; 14 февраля 1823 — 6 октября 1879) — американский художник из Огайо, автор картин «Сражение на озере Эри» (1873) и «Открытие реки Миссисипи» (1847, ротунда Капитолия).
Пауэлл известен картиной битвы на озере Эри, одна копия которой висит в здании Капитолия штата Огайо, а другая — в Капитолии Соединенных Штатов.

## Биография
Родился 14 февраля 1823 года в Нью-Йорке.
Учился у Генри Инмана в Нью-Йорке, после чего в 1847 году получил заказ от Конгресса США написать большое историческое полотно для ротунды Капитолия. Пауэлл выбрал эпизод открытия реки Миссисипи Эрнандо де Сото в 1541 году. Картина «Сражение на озере Эри» отражает одноимённый эпизод англо-американской войны 1812 года.
Член Национальной академии с 1854 года.
Умер 6 октября 1879 года в Нью-Йорке. Похоронен в Бруклине на Green-Wood Cemetery.